# マイケル・ブッシュ (野球)
マイケル・ジェームズ・ブッシュ（Michael James Busch, 1997年11月9日 - ）は、アメリカ合衆国ミネソタ州ダコタ郡インバーグローブハイツ出身のプロ野球選手（内野手）。右投左打。MLBのシカゴ・カブス所属。

## 経歴

### プロ入りとドジャース時代
2019年のMLBドラフト1巡目（全体31位）でロサンゼルス・ドジャースから指名されプロ入り。契約金は231万ドル。傘下のルーキー級アリゾナリーグ・ドジャースでプロデビューし、シーズン途中にA級グレートレイクス・ルーンズに昇格した。2球団合計で10試合に出場して打率.125、2打点を記録した。オフにはアリゾナ・フォールリーグに参加し、グレンデール・デザートドッグスでプレーした。
2020年は新型コロナウイルスの影響でマイナーリーグの試合が開催されなかったため、公式戦の出場は無かった。
2021年はAA級タルサ・ドリラーズでプレーし、107試合に出場して打率.267、20本塁打、67打点、2盗塁を記録した。また、7月にはオールスター・フューチャーズゲームに選出された。
2022年はAA級タルサとAAA級オクラホマシティ・ドジャースでプレーし、2チーム合計で142試合に出場して打率.274、32本塁打、108打点、4盗塁を記録した。オフにルール・ファイブ・ドラフトでの流出を防ぐために40人枠に登録された。
2023年は開幕をAAA級オクラホマシティで迎えた。4月25日にメジャーへ昇格し、メジャーデビューとなった当日のピッツバーグ・パイレーツ戦では「7番・指名打者」で先発出場して6回表にメジャー初安打となる適時打を放った。しかし、ドジャースの内野手がフレディ・フリーマンやマックス・マンシーでロックされていたため、この年メジャーではわずか27試合の出場に留まり、打率.167、2本塁打、7打点、1盗塁を記録した。また、メジャーでは様々なポジションでプレーし、三塁手として13試合、一塁手として4試合、二塁手として1試合、指名打者として8試合に出場した。一方、AAA級オクラホマシティでは98試合に出場し、打率.323、27本塁打、90打点を記録し、パシフィックコーストリーグの最優秀選手賞（MVP）に選ばれた。
AAA級では主に三塁（61試合）と二塁（26試合）を守った。

### カブス時代
2024年1月11日にジャクソン・フェリス、ザイア・ホープとのトレードで、イェンシー・アルモンテと共にシカゴ・カブスへ移籍した。カブスではそれまで主として守ってこなかった一塁手のレギュラーとして起用された。4月10日から15日まで、5試合連続でホームランを放ち、カブス選手の最長記録に並んだ。この年は152試合に出場して、打率.248、21本塁打、65打点、OPS.775を記録した。

## 選手としての特徴
優れた打撃センスとずば抜けた選球眼を誇る。一方で肩は強くない。

## 詳細情報

### 年度別打撃成績
| 年 度    | 球 団    | 試 合 | 打 席 | 打 数 | 得 点 | 安 打 | 二 塁 打 | 三 塁 打 | 本 塁 打 | 塁 打 | 打 点 | 盗 塁 | 盗 塁 死 | 犠 打 | 犠 飛 | 四 球 | 敬 遠 | 死 球 | 三 振 | 併 殺 打 | 打 率 | 出 塁 率 | 長 打 率 | O P S |
| -------- | -------- | ----- | ----- | ----- | ----- | ----- | -------- | -------- | -------- | ----- | ----- | ----- | -------- | ----- | ----- | ----- | ----- | ----- | ----- | -------- | ----- | -------- | -------- | ----- |
| 2023     | LAD      | 27    | 81    | 72    | 9     | 12    | 3        | 0        | 2        | 21    | 7     | 1     | 0        | 0     | 1     | 8     | 0     | 0     | 27    | 0        | .167  | .247     | .292     | .539  |
| 2024     | CHC      | 152   | 567   | 496   | 73    | 123   | 28       | 2        | 21       | 218   | 65    | 2     | 1        | 0     | 4     | 63    | 1     | 4     | 162   | 9        | .248  | .335     | .440     | .775  |
| MLB：2年 | MLB：2年 | 179   | 648   | 568   | 82    | 135   | 31       | 2        | 23       | 239   | 72    | 3     | 1        | 0     | 5     | 71    | 1     | 4     | 189   | 9        | .238  | .324     | .421     | .745  |

- 2024年度シーズン終了時

### 年度別守備成績
内野守備
| 年 度 | 球 団 | 一塁（1B） | 一塁（1B） | 一塁（1B） | 一塁（1B） | 一塁（1B） | 一塁（1B） | 二塁（2B） | 二塁（2B） | 二塁（2B） | 二塁（2B） | 二塁（2B） | 二塁（2B） | 三塁（3B） | 三塁（3B） | 三塁（3B） | 三塁（3B） | 三塁（3B） | 三塁（3B） |
| 年 度 | 球 団 | 試 合      | 刺 殺      | 補 殺      | 失 策      | 併 殺      | 守 備 率   | 試 合      | 刺 殺      | 補 殺      | 失 策      | 併 殺      | 守 備 率   | 試 合      | 刺 殺      | 補 殺      | 失 策      | 併 殺      | 守 備 率   |
| ----- | ----- | ---------- | ---------- | ---------- | ---------- | ---------- | ---------- | ---------- | ---------- | ---------- | ---------- | ---------- | ---------- | ---------- | ---------- | ---------- | ---------- | ---------- | ---------- |
| 2023  | LAD   | 4          | 11         | 1          | 0          | 2          | 1.000      | 1          | 4          | 2          | 0          | 1          | 1.000      | 13         | 7          | 16         | 4          | 3          | .852       |
| 2024  | CHC   | 142        | 940        | 77         | 4          | 68         | .996       | 3          | 0          | 1          | 0          | 0          | 1.000      | 1          | 0          | 0          | 0          | 0          | ----       |
| MLB   | MLB   | 146        | 951        | 78         | 4          | 70         | .996       | 4          | 4          | 3          | 0          | 1          | 1.000      | 14         | 7          | 16         | 4          | 3          | .852       |

左翼守備
| 年 度 | 球 団 | 左翼（LF） | 左翼（LF） | 左翼（LF） | 左翼（LF） | 左翼（LF） | 左翼（LF） |
| 年 度 | 球 団 | 試 合      | 刺 殺      | 補 殺      | 失 策      | 併 殺      | 守 備 率   |
| ----- | ----- | ---------- | ---------- | ---------- | ---------- | ---------- | ---------- |
| 2023  | LAD   | 1          | 0          | 0          | 0          | 0          | ----       |
| MLB   | MLB   | 1          | 0          | 0          | 0          | 0          | ----       |

- 2024年度シーズン終了時

### 記録
MiLB
- オールスター・フューチャーズゲーム選出  : 1回（2021年）

### 背番号
- 83（2023年）
- 29（2024年 - ）